# Žan Kolmanič
Žan Kolmanič (* 3. März 2000 in Celje) ist ein slowenischer Fußballspieler auf der Position eines Abwehrspielers.

## Vereinskarriere
Žan Kolmanič begann seine Vereinskarriere als Fußballspieler im Oktober 2005, als er beim eben erst neugegründeten ND Mura 05 angemeldet wurde. Dort durchlief er sämtliche Spielklassen und kam zuletzt als 12- bzw. 13-Jähriger als Stammkraft für dessen U-15-Auswahl zum Einsatz. Aufgrund der finanziellen Schwierigkeiten und der nachfolgenden Insolvenz des Vereins nach Beendigung der Saison 2012/13 war Kolmanič gezwungen sich einen neuen Verein zu suchen. Dabei kam er vom Saisonstart im August bis zur Winterpause Ende November 2013 für die U-15-Mannschaft des unterklassig spielenden NK Veržej zum Einsatz. Bei seinen 17 Meisterschaftspartien, die er für dessen U-15-Team absolvierte, agierte er äußerst torgefährlich und brachte es auf 16 Tore.
Ab dem Frühjahrsstart kam er daraufhin bereits für einen anderen Verein zum Einsatz. Beim slowenischen Topklub NK Maribor startete er daraufhin ebenfalls als Stammspieler in dessen U-15-Juniorenteam. Bei acht Einsätzen in der restlichen Saison 2013/14 kam er vier Mal zum Torerfolg und schloss die Saison mit dem NK Maribor auf dem ersten Tabellenplatz ab. In der nachfolgenden Spielzeit 2014/15 nahm seine Torgefährlichkeit nicht ab. Bei 23 Meisterschaftsspielen für das U-15-Team gelangen ihm 18 Treffer; des Weiteren konnte er erste Erfahrungen in der 1. Slovenska Kadetska Liga, der slowenischen U-17-Liga, sammeln. Hier kam er unter dem ehemaligen slowenischen Internationalen Muamer Vugdalić in vier Ligaspielen zu Kurzeinsätzen. Mit der U-15- wie auch mit der U-17-Mannschaft konnte er am Saisonende den Meistertitel feiern.
Ab der Spielzeit 2015/16 wurde er auf die Position eines Abwehrspielers hintrainiert und kam ausschließlich für die U-17-Juniorenmannschaft zum Einsatz. Für diese absolvierte er 26 der 30 möglich gewesenen Ligapartien, erzielte einen Treffer und beendete die Meisterschaft mit der Mannschaft auf dem dritten Tabellenplatz hinter der Jugend des NK Krško (Zweiter) und des NK Domžale (Erster). In der nachfolgenden Spielzeit 2016/17 brachte es der 16- bzw. 17-Jährige zu ersten Einsätzen in der 1. Slovenska Mladinska Liga, der slowenischen U-19-Juniorenliga. Unter Muamer Vugdalić, mittlerweile Trainer der U-19-Mannschaft, kam er in 21 der 26 Meisterschaftsspiele zum Einsatz, blieb selbst torlos und beendete die Saison in der teils recht dichtgestaffelten Tabelle auf Rang sechs.
Sein Profidebüt erfolgte schließlich in der Spielzeit 2017/18, in der er jedoch vorrangig weiterhin in der Juniorenmannschaft in Erscheinung trat. Am 19. Juli 2017 saß er im Rückspiel der 2. Qualifikationsrunde zur UEFA Champions League 2017/18 erstmals ohne Einsatz auf der Ersatzbank der Profis. In der sechsten Meisterschaftsrunde, einem 3:2-Heimsieg über den NK Krško, gab Kolmanič am 19. August 2017 sein Debüt in der Slovenska Nogometna Liga, als er von Trainer Darko Milanič von Beginn an und über die volle Spieldauer als Linksverteidiger eingesetzt wurde. Wenig später setzte ihn Milanič auch noch am 5. September 2017 im Viertelfinalspiel des slowenischen Fußballpokals 2017/18 über die volle Spielzeit gegen den NK Tabor Sežana ein. Den Großteil der restlichen Saison verbrachte er daraufhin in der Juniorenmannschaft und saß nicht einmal uneingesetzt auf der Ersatzbank der Profis. Mit den Junioren nahm er unter anderem auch an der Gruppenphase der UEFA Youth League 2017/18 teil und schied in dieser mit dem NK Maribor als Letzter der Gruppe E vom laufenden Turnier aus. Ende Februar, Ende April und Ende Mai wurde er von der U-19-Mannschaft des Klubs in den Profikader geholt und absolvierte in diesen Monaten jeweils ein Spiel über die volle Spieldauer für die Profis, die am Saisonende hinter dem punktegleichen NK Olimpija Ljubljana den zweiten Tabellenplatz belegten. Zudem brachte er es 2017/18 zu 18 Einsätzen und fünf Toren in der 1. Slovenska Mladinska Liga, sowie zu einem Einsatz im Juniorenpokal, wobei er im Doppelpack traf.
Als Zweitplatzierter der Liga startete der NK Maribor in der 1. Qualifikationsrunde der Europa League 2018/19 in die neue Spielzeit; Milanič berücksichtigte den 18-Jährigen jedoch in keinem der sechs Qualifikationsspiele seiner Mannschaft, für die in Runde 3 gegen die Glasgow Rangers Endstation war. Jedoch kam er während dieser Zeit zu einem 90-minütigen Einsatz als Rechtsverteidiger in der zweiten Meisterschaftsrunde und absolvierte Ende September ein weiteres Ligaspiel. Ansonsten gehörte er ausschließlich der vereinseigenen Jugend, für die er vor allem zu dieser Zeit als Stammspieler fungierte, an. Nachdem er bereits vor der Winterpause kurzzeitig ohne Einsatz auf der Ersatzbank gesessen war, gehörte er ab dem Frühjahr zur Stammbesetzung in der Verteidigung der Mariborer. Bis zum Ende der Saison 2018/19 hatte er es auf 14 Meisterschaftseinsätze gebracht, wobei er in nahezu jedem über die volle Spieldauer auf dem Platz war. Im Endklassement konnte er sich diesmal mit seiner Mannschaft durchsetzen; mit neun Punkten Vorsprung auf den nächsten Verfolger, den Titelverteidiger Olimpija Ljubljana, beendete der NK Maribor die Saison auf dem ersten Platz. Weiters brachte er es zu einem Einsatz im slowenischen Fußballpokal 2018/19, in dem sein Team bis ins Finale einzog und dort Olimpija Ljubljana mit 1:2 unterlag. Vor allem im Herbst kam er noch für die U-19-Mannschaft des Klubs zum Einsatz, wobei er am Ende auf 13 Einsätze in der 1. SML sowie zu einem Einsatz im Juniorenpokal kam. Des Weiteren wurde er in den beiden Spielen seiner Mannschaft in der UEFA Youth League 2018/19 eingesetzt.
In der nachfolgenden Spielzeit 2019/20 absolvierte lediglich das erste Saisonspiel, eine 1:2-Heimniederlage gegen den NK Triglav Kranj, über die vollen 90 Minuten und wurde danach nicht mehr von seinem Trainer Darko Milanič berücksichtigt (Stand: 26. April 2020). Sein bestehender Vertrag mit dem Klub aus Maribor läuft mit 30. Juni 2020 aus.

## Nationalmannschaftskarriere
Erste Erfahrungen in einer slowenischen Nachwuchsauswahl sammelte Kolmanič, als er im Mai 2015 erstmals in der U-16-Auswahl seines Heimatlandes zum Einsatz kam. Nach zwei Einsätzen im Mai kam er auch noch im Oktober und im November 2015 zu jeweils zwei Freundschaftsspieleinsätzen für die slowenische U-16-Nationalmannschaft. Im September 2016 debütierte er daraufhin in der U-17-Nationalmannschaft Sloweniens und wurde vom U-17-Nationaltrainer Agron Šalja in zwei Freundschaftsspielen gegen die Alterskollegen aus Mazedonien eingesetzt. Einen Monat später nahm er mit seinem Heimatland an der Qualifikation zur U-17-Fußball-Europameisterschaft 2017 teil und absolvierte alle drei Spiele der ersten Qualifikationsrunde. Nach vier weiteren freundschaftlichen Länderspielen zwischen Anfang Februar und Anfang März 2017 wurde der Abwehrspieler auch noch in den drei Gruppenspielen der Eliterunde der Qualifikation zur U-17-EM eingesetzt. Mit den Slowenen scheiterte er an einer Qualifikation für die im Mai 2017 in Kroatien stattfindende Endrunde.
Im Juni und im August 2017 absolvierte je ein Länderspiel für die slowenischen U-18-Junioren und kam nur wenige Tage nach seinem letzten U-18-Länderspiel zu seinem Debüt in der U-19-Auswahl seines Heimatlandes. Nach drei Freundschaftsspielen im August 2017 absolvierte er im Oktober 2017 auch noch drei Spiele in der ersten Qualifikationsrunde zur U-19-Fußball-Europameisterschaft 2018. Als Dritter der Gruppe 4 scheiterte die Mannschaft jedoch bereits am Einzug in die Eliterunde der Qualifikation. Danach dauerte es knapp ein halbes Jahr, ehe Kolmanič wieder auf internationaler Ebene für die slowenischen Juniorennationalteams aktiv wurde. Im März und April 2018 absolvierte er hierbei drei Freundschaftsspiele für Sloweniens U-18-Nationalteam und kam elf Monate nach seinem letzten U-19-Länderspiel wieder für besagte Nationalmannschaft seines Heimatlandes zum Einsatz. Auf zwei freundschaftliche Länderspiele im September 2018 folgte für Defensivakteur im nachfolgenden Oktober die Teilnahme an der Qualifikation zur U-19-Europameisterschaft 2019, als er in allen drei Gruppenspielen der ersten Qualirunde eingesetzt wurde. Im Januar 2019 absolvierte er ein Freundschaftsspiel gegen die Alterskollegen aus der Türkei und bestritt mit den Slowenen in weiterer Folge im März 2019 die Eliterunde der EM-Qualifikation. Als Dritter der Gruppe 4 schafften die Slowenen jedoch nicht den Einzug zur im Juli 2019 in Armenien stattfindenden Endrunde. Noch im selben Jahr erfolgte seine Einberufung in den von Primož Gliha trainierten slowenischen U-21-Nationalkader.

## Erfolge
- Slowenischer Meister: 2019